# ولد (صومعه‌سرا)
ولد، روستایی از توابع بخش میرزا کوچک جنگلی شهرستان صومعه‌سرا در استان گیلان ایران است.

## جمعیت
این روستا در دهستان گوراب زرمیخ قرار دارد و براساس سرشماری مرکز آمار ایران در سال ۱۳۸۵، جمعیت آن ۱٬۱۰۸ نفر (۳۱۰خانوار) بوده‌است., نیز از همین منطقه منشا گرفته اند,که اکنون در سید محله ماسال و بخش‌های دیگر ساکنند.